# Løn-slægten
 Denne artikel omhandler slægten Acer. Opslagsordet har også en anden betydning, se Acer.
Løn (Acer) er en slægt af små og store løvtræer, hvoraf flere er vildtvoksende i Danmark. Mange små arter stammer fra Japan. Her omtales kun de arter, som er vildtvoksende i Danmark, eller som dyrkes her.
| Beskrevne arter |

- Navr (Acer campestre)
- Tyrkisk løn (Acer cappadocicum)
- Papirbarkløn (Acer griseum)
- Haveløn (Acer micranthum)
- Dværgløn (Acer monspessulanum)
- Askebladet løn (Acer negundo)
- Sort løn (Acer nigrum)
- Japansk løn (Acer palmatum)
- Stribet løn (Acer pensylvanicum)
- Spidsløn (Acer platanoides)
- Ahorn (eller ær) (Acer pseudoplatanus)
- Rød løn (Acer rubrum)
- Sølvløn (Acer saccharinum)
- Acer shirasawanum
- Sukkerløn (Acer saccharum)
- Russisk løn (Acer tataricum)
  - Ildløn (Acer tataricum subsp. ginnala)

| Andre arter |

| - Acer acuminatum - Acer argutum - Acer barbinerve - Acer buergerianum - Acer caesium - Acer calcaratum - Acer campbellii - Acer capillipes - Acer carpinifolium - Acer caudatifolium - Acer caudatum - Acer ceriferum - Acer chapaense - Acer circinatum (vin-løn) - Acer cissifolium - Acer cordatum - Acer crataegifolium - Acer davidii - Acer diabolicum - Acer distylum | - Acer duplicatoserratum - Acer erianthum - Acer fabri - Acer glabrum - Acer grandidentatum - Acer heldreichii - Acer henryi - Acer hyrcanum - Acer japonicum - Acer laevigatum - Acer laurinum - Acer longipesex - Acer lucidum - Acer macrophyllum (kæmpeløn, Oregon-løn) - Acer mandshuricum - Acer maximowiczianum - Acer miyabei - Acer nipponicum - Acer oblongum - Acer okamotoanum | - Acer oliverianum - Acer opalus - Acer osmastonii - Acer pauciflorum - Acer paxii - Acer pectinatum - Acer pentaphyllum - Acer pentapomicum - Acer pictum - Acer pseudosieboldianum - Acer pubipalmatum - Acer pycnanthum - Acer robustum - Acer rubescens - Acer rufinerve - Acer sempervirens - Acer sieboldianum - Acer sikkimense - Acer sino-oblongum - Acer sosnowskyi | - Acer spicatum - Acer stachyophyllum - Acer sterculiaceum - Acer sutchuenense - Acer tataricum - Acer tegmentosum - Acer triflorum - Acer truncatum - Acer tschonoskii - Acer velutinum - Acer wardii - Acer wuyuanense |